# السيد أمين شلبي
السيد أمين حسين شلبي (28 يونيو 1936) دبلوماسي وسفير مصري، حصل على الدكتوراه في العلوم السياسية من كلية الاقتصاد والعلوم السياسية بجامعة القاهرة 1980. عمل في المجال الدبلوماسي المصري لمدة 35 عامًا في السفارات المصرية في: براغ، بلغراد، موسكو، لاجوس.

## الشهادات الدراسية
- دكتوراه العلوم السياسية – كليه الاقتصاد والعلوم السياسية – جامعة القاهرة 1980
- ماجستير في العلوم السياسية – جامعة القاهرة 1960
- دبلوم العلاقات الدولية – جامعة اكسفورد 1975
- ليسانس في الاداب – كليه الاداب – جامعة القاهرة 1957[1]

## التاريخ المهنى
- التحق بالسلك الدبلوماسى المصرى عام 1961
- عمل في سفارات مصر في : براج، بلجراد، موسكو، لاجوس
- عمل مستشارا ووزيرا مفوضا في سفارة مصر في واشنطن : 1982 – 1986
- عمل سفيرا لمصر في النرويج ومعتمدا في ايسلندا : 1990 – 1994
- عمل مديرا لادارة التخطيط السياسى بوزارة الخارجية المصرية : 1994 – 1996
- شارك في تأسيس معهد الدراسات الدبلوماسية بوزارة الخارجية المصرية من 1966 وعمل فيه حتى درجة نائب مدير المعهد

## الجوائز والتكريمات
- شارك وحاضر في العديد من المؤتمرات والمراكز البحثية المصرية والاجنبية
- حاصل على جائزة الدولة التقديرية للتفوق في العلوم الاجتماعية 2009
- حاصل على جائزة الدولة التقديرية في العلوم الاجتماعية 2020
- عضو لحنة العلوم السياسية بالمجلس الأعلى للثقافة منذ عام 1997 وحتى 2017
- المدير التنفيذى للمجلس المصرى للشئون الخارجية 2000 – 2015
- حائز على وسام الاستحقاق من مملكة النرويج 1994